# Цепліни
Цепліни (пол. Ciepliny) — село в Польщі, у гміні Ізбиця-Куявська Влоцлавського повіту Куявсько-Поморського воєводства.
Населення — 198 осіб (2011).
У 1975-1998 роках село належало до Влоцлавського воєводства.

## Демографія
Демографічна структура станом на 31 березня 2011 року:
|          | Загалом | Допрацездатний вік | Працездатний вік | Постпрацездатний вік |
| -------- | ------- | ------------------ | ---------------- | -------------------- |
| Чоловіки | 103     | 30                 | 67               | 6                    |
| Жінки    | 95      | 21                 | 51               | 23                   |
| Разом    | 198     | 51                 | 118              | 29                   |